# Iradj Alexander
Iradj Alexander-David (ur. 17 września 1975 roku w Locarno) – szwajcarski kierowca wyścigowy.

## Kariera
Alexander rozpoczął karierę w wyścigach samochodowych w 1995 roku od startów w Festiwalu Formuły Ford. Wyścig ukończył na osiemnastej pozycji. W późniejszych latach Szwajcar pojawiał się także w stawce Europejskiej Formuły Ford 1800, Szwajcarskiej Formuły Ford 1800, Francuskiej Formuły Ford 1800, Niemieckiej Formuły Ford 1800, Barber Dodge Pro Series, Francuskiej Formuły 3, Europejskiego Pucharu Formuły Renault 2000, Francuskiej Formuły Renault, FIA GT Championship, French GT Championship, American Le Mans Series, Italian GT Championship, 24-godzinnego wyścigu Le Mans, Le Mans Series oraz International GT Open.

## Wyniki w 24h Le Mans
| Rok  | Zespół             | Partnerzy                          | Samochód                   | Klasa | Okr. | Poz. | Klasa Pos. |
| ---- | ------------------ | ---------------------------------- | -------------------------- | ----- | ---- | ---- | ---------- |
| 2007 | Swiss Spirit       | Marcel Fässler Jean-Denis Délétraz | Lola B07/18-Audi           | LMP1  | 62   | NU   | NU         |
| 2008 | Speedy Racing Team | Andrea Chiesa Benjamin Leuenberger | Spyker C8 Laviolette GT2-R | GT2   | 72   | NU   | NU         |